# جيان يفبفر (فقيه لغة)
جيان يفبفر (بالفرنسية: Jean Baptiste Lefebvre de Villebrune)‏ (و. 1732 – 1809 م) هو فقيه لغوي، ومترجم، وكاتب طبي، وبروفيسور فرنسي، توفي عن عمر يناهز 77 عاماً.